# Quorum sensing
Il quorum sensing è un sistema di regolazione trascrizionale dipendente dalla densità cellulare, ovvero un meccanismo che molte cellule batteriche della stessa specie utilizzano per comunicare tra di loro.
Meccanismi di quorum sensing sono stati individuati nella quasi totalità dei batteri sia gram-negativi che gram-positivi.
Il sistema è composto da due elementi: la molecola segnale (solitamente un omoserina lattone acilato per i batteri gram-negativi, un oligopeptide per i gram-positivi) e l'attivatore trascrizionale. La molecola segnale è un induttore che diffonde all'esterno della cellula originaria, e può così entrare nel citoplasma di altre cellule adiacenti. Se la concentrazione di molecola segnale all'interno di cellule della popolazione batterica è alta, questa molecola si legherà all'attivatore trascrizionale, che a sua volta attiverà o reprimerà una serie di geni, determinando l'attivazione o lo spegnimento di vie metaboliche o processi cellulari specifici.
Si pensa che la conoscenza dei meccanismi del quorum sensing possa aiutare i microbiologi a migliorare l'azione degli antibiotici contro batteri patogeni e a ridurre l'insorgenza di mutanti.